# 4-dimetilamminoazobenzene
Il 4-dimetilamminoazobenzene, noto comunemente come giallo di metile, è un azocomposto utilizzato come indicatore nelle titolazioni acido-base.
A temperatura ambiente si presenta come un solido bruno dall'odore tenue caratteristico. È un composto tossico.
A valori di pH minori a 2,9 assume colorazione rossa, mentre a valori superiori a 4 vira al giallo.
Venne impiegato in passato come colorante della margarina. L'uso è stato vietato a causa dei suoi effetti cancerogeni.